# Gunnlaugr Leifsson
Gunnlaugr Leifsson (m. 1218 o 1219) fue un escaldo de Islandia, escritor y poeta, monje benedictino del monasterio de Þingeyrar al norte de la isla. Gunnlaugr compuso una biografía en latín del rey Olaf Tryggvason. Esta obra se considera actualmente perdida, pero se cree que es una ampliación Óláfs saga Tryggvasonar de su hermano monástico, Oddr Snorrason. Snorri Sturluson hizo uso de la obra de Gunnlaugr para componer su Heimskringla y algunas secciones de su trabajo también se incorporaron a Óláfs saga Tryggvasonar en mesta.
Gunnlaugr también escribió una biografía en latín del obispo Jón Ögmundsson. La obra original también se perdió pero todavía existen biografías en nórdico antiguo sobre el obispo. Gunnlaugr es autor de la versión en latín de Þorvalds þáttr víðförla pero solo se conserva la versión en nórdico antiguo. Gunnlaugr también estuvo involucrado en la colección de milagros de San Torlak; también escribió sobre San Ambrosio y recientes investigaciones le imputan la autoría de Vita sancti Ambrosii y Ambrósíus saga.

## Poesía escáldica
Gunnlaugr compuso el poema Merlínússpá, una traducción al nórdico antiguo de Prophetiae Merlini de Godofredo de Monmouth. Las traducciones de Gunnlaugr testimonian un amplio conocimiento de la poesía escáldica. El poema se conserva en Hauksbók con 171 estrofas en fornyrðislag.